# Dead & Deader
Dead & Deader è un film per la televisione statunitense del 2006 diretto da Patrick Dinhunt.

## Trama
Un soldato delle Forze Speciali Bobby Quinn dopo essere stato morso da uno scorpione portatore di un virus zombie sopravvive all'infezione, diventando solo per metà zombie. Rientrato negli Stati Uniti, si ritrova a dover combattere i suoi ex compagni d'armi trasformati in zombie.